# Béla Bay
Béla Bay (ur. 8 lutego 1907 w Seini, zm. 26 lipca 1999 w Budapeszcie) – węgierski szermierz, trener i działacz sportowy, brązowy medalista mistrzostw świata.
Podczas mistrzostw świata w Lozannie w 1935 roku (oficjalnie zawody tego cyklu rozgrywane są pod tą nazwą dopiero od 1937) Węgrzy w składzie: Béla Bay, Pál Dunay, Aladár Gerevich, János Hajdú, Ferenc Idranyi i Lajos Maszlay zdobyli brązowy medal we florecie drużynowym. Był to jego jedyny medal w zawodach tego cyklu.
Na igrzyskach olimpijskich w Berlinie w 1936 roku był siódmy we florecie drużynowym, a w zawodach indywidualnych odpadł w półfinałach. Startował tam też w szpadzie, zajmując dziewiąte miejsce indywidualnie, a drużynowo odpadł w pierwszej rundzie. Po zakończeniu II wojny światowej wystartował na igrzyskach olimpijskich w Londynie w 1948 roku, gdzie był piąty we florecie drużynowym i szpadzie drużynowej. Został też zgłoszony do startu w szpadzie drużynowej na igrzyskach olimpijskich w Helsinkach w 1952 roku, jednak ostatecznie nie wystąpił.
Od 1946 pracował jako trener. Prowadził reprezentację Węgier w latach 1951-1961 i 1968-1976. W 1948 został członkiem Międzynarodowej Federacji Szermierczej, od 1949 był sekretarzem Węgierskiej Federacji Szermierczej.
Odznaczony między innymi Nagrodą Dziedzictwa Węgierskiego, Medalem Zasługi Miklósa Toldiego oraz srebrnym Orderem Olimpijskim.